# SILC
SILC (Secure Internet Life Conference) — безопасный протокол с возможностями организации конференций.
При разработке протокола одним из основных принципов была безопасность. Многие возможности реализованные в SILC присутствуют как в IRC- так и в IM-подобных протоколах, поэтому его нельзя отнести ни к одному из них. Также SILC поддерживает мультимедиа сообщения и позволяет реализовать аудио и видео конференции.